# Ballant amb llops
Ballant amb llops (títol original en anglès Dances with Wolves) és una pel·lícula estatunidenca del gènere western dirigida per Kevin Costner el 1990. Aquesta pel·lícula ha estat doblada al català. Els papers d'indis a la pel·lícula estan interpretats per veritables sioux, que parlen la seva pròpia llengua: el dakota. Primera pel·lícula dirigida per Kevin Costner, la pel·lícula va ser rodada a Dakota del Sud. Està basada en la novel·la homònima de Michael Blake. El paper de Cisco el va fer un magnífic cavall crestat de la raça American Quarter Horse de pelatge "buckskin" ("falb crema" en català) anomenat realment Plain Justin Bar. Cisco és un diminutiu o abreviatura de San Francisco.

## Argument
El lloctinent nordista John Dunbar és ferit greument en la Guerra de secessió nord-americana i protagonitza - malgrat això - un acte heroic; com a premi, el general el fa atendre pel seu propi metge, li regala Cisco, un magnífic cavall, i li deixa triar destinació.
Ell tria Camp Sedgwick, una posició avançada de l'oest, en territori dels indis lakota, que són part del poble sioux. Així que hi arriba, la troba completament deixada perquè havia estat abandonada pels militars que anteriorment hi estaven destinats, comença a endreçar-ho tot i espera l'arribada de reforços. Els seus únics companys són un vell llop solitari, al qual anomena Mitjons, i el cavall.
Dedica el temps a recórrer la regió per després consignar tot allò que observa al seu diari, alhora que és objecte d'una constant vigilància per part dels seus veïns lakota, amb els quals comença a relacionar-se fins a fer-hi amistat. És adoptat com un membre més la tribu, que li dona el nom de Ballant amb llops i es fa molt amic d'Ocell que salta, un dels caps de la tribu. Dunbar viu al campament indi, on hi ha una jove d'ètnia europea anomenada Dempeus amb el puny alçat, que va ser raptada pels sioux quan era una nena i que es deia Christine, i amb la qual s'acabarà casant. Els ajuda a caçar bisons i fins lluita i tot al seu costat per protegir les dones i els nens quan els guerrers d'una altra tribu ataquen el poblat.
Quan la tribu comença el trasllat del poblat cap al territori d'hivern, Dunbar s'adona que s'ha deixat el diari a la posició militar, un diari que conté informacions que permetran a l'exèrcit de seguir el rastre de la tribu. Malgrat que tenia la plena intenció de partir amb els lakota, torna a la posició per recuperar-lo. En el moment d'arribar-hi s'adona amb sorpresa que un nou destacament de tropes n'han pres possessió. Els soldats el prenen per un indi i no té temps de reaccionar: li maten el cavall i el capturen. L'acusen de desertor i decideixen que un escamot de soldats el traslladi a un lloc més important per jutjar-lo. Just començar el viatge, els soldats maten Mitjons, només per diversió, sense que ell pugui fer res per impedir-ho. Però en un determinat punt del trajecte, els seus amics lakota ataquen l'escamot i aconsegueixen d'alliberar-lo.

## Repartiment
- Kevin Costner: Tinent Dunbar, Šuŋgmánitu Tȟaŋka Ob'wačhi (en llengua lakota, Ballant amb llops)
- Mary McDonnell: Christine
- Graham Greene: Ocell que salta
- Rodney A. Grant: Vent en el seu cabell
- Floyd Westerman: Dos ossos
- Tantoo Cardinal: Xal negre
- Wes Studi: El cap Pawnee
- Robert Pastorelli: Timmons
- Charles Rocket: Tinent Elgin
- Maury Chaykin: Major Fambrough
- Jimmy Herman: Stone Calf
- Michael Spears: Otter
- Tony Pierce: Spivey
- Doris Leader Charge: Bonic escut
- Kirk Baltz: Edwards
- Tom Everett: Sergent Pepper
- Larry Joshua: Sergent Bauer
- Annie Costner: Christine

## Banda sonora
La música de la pel·lícula va ser composta pel compositor John Barry. La seva banda sonora va guanyar el premi de l'acadèmia a la millor partitura i amb el temps aquesta es va convertir en una partitura popular. Joan Pau II va declarar que aquesta era la seva peça musical favorita. L'edició de la partitura va eixir el 1990, però posteriorment es van fer reedicions, el 1995 i el 2004, que contenien tota la partitura.
1. Main Title-Looks Like A Suicide
2. The John Dunbar Theme
3. Journey To Fort Sedgewick
4. Ride To Fort Hays
5. The Death Of Timmons
6. Two Socks-The Wolf Theme
7. Pawnee Attack
8. Kicking's Bird Gift
9. Journey To The Buffalo Killing Ground
10. The Buffalo Hunt
11. Stands With A Fist Remembers
12. The Love Theme
13. The John Dunbar Theme
14. Two Socks At Play
15. The Death Of Cisco
16. Rescue Of Dances With Wolves
17. The Loss Of The Journal And Return To The Winter Camp
18. Farewell And End Title

## Premis i nominacions
Premis
- 1991: Oscar a la millor pel·lícula
- 1991: Oscar al millor director per Kevin Costner
- 1991: Oscar al millor guió adaptat per Michael Blake
- 1991: Oscar a la millor banda sonora per John Barry
- 1991: Oscar a la millor fotografia per Dean Semler
- 1991: Oscar al millor muntatge per Neil Travis
- 1991: Oscar al millor so per Russell Williams II, Jeffrey Perkins, Bill W. Benton i Gregory H. Watkins
- 1991: Globus d'Or a la millor pel·lícula dramàtica
- 1991: Globus d'Or al millor director per Kevin Costner
- 1991: Globus d'Or al millor guió per Michael Blake

Nominacions
- 1991: Oscar al millor actor per Kevin Costner
- 1991: Oscar al millor actor secundari per Graham Greene
- 1991: Oscar a la millor actriu secundària per Mary McDonnell
- 1991: Oscar a la millor direcció artística per Jeffrey Beecroft i Lisa Dean
- 1991: Oscar al millor vestuari per Elsa Zamparelli
- 1991: Lleó d'Or
- 1991: Globus d'Or al millor actor dramàtic per Kevin Costner
- 1991: Globus d'Or a la millor actriu secundària per Mary McDonnell
- 1991: Globus d'Or a la millor banda sonora per John Barry
- 1992: BAFTA a la millor pel·lícula
- 1992: BAFTA al millor actor per Kevin Costner
- 1992: BAFTA al millor guió adaptat per Michael Blake
- 1992: BAFTA a la millor música per John Barry
- 1992: BAFTA a la millor fotografia per Dean Semler
- 1992: BAFTA al millor director per Kevin Costner
- 1992: BAFTA al millor muntatge per Neil Travis
- 1992: BAFTA al millor maquillatge per Francisco X. Pérez
- 1992: BAFTA al millor so per Russell Williams II, Jeffrey Perkins, Bill W. Benton i Gregory H. Watkins
- 1992: César a la millor pel·lícula estrangera
- 1992: Grammy a la millor composició instrumental escrita per pel·lícula o televisió per John Barry